# Selma Bacha

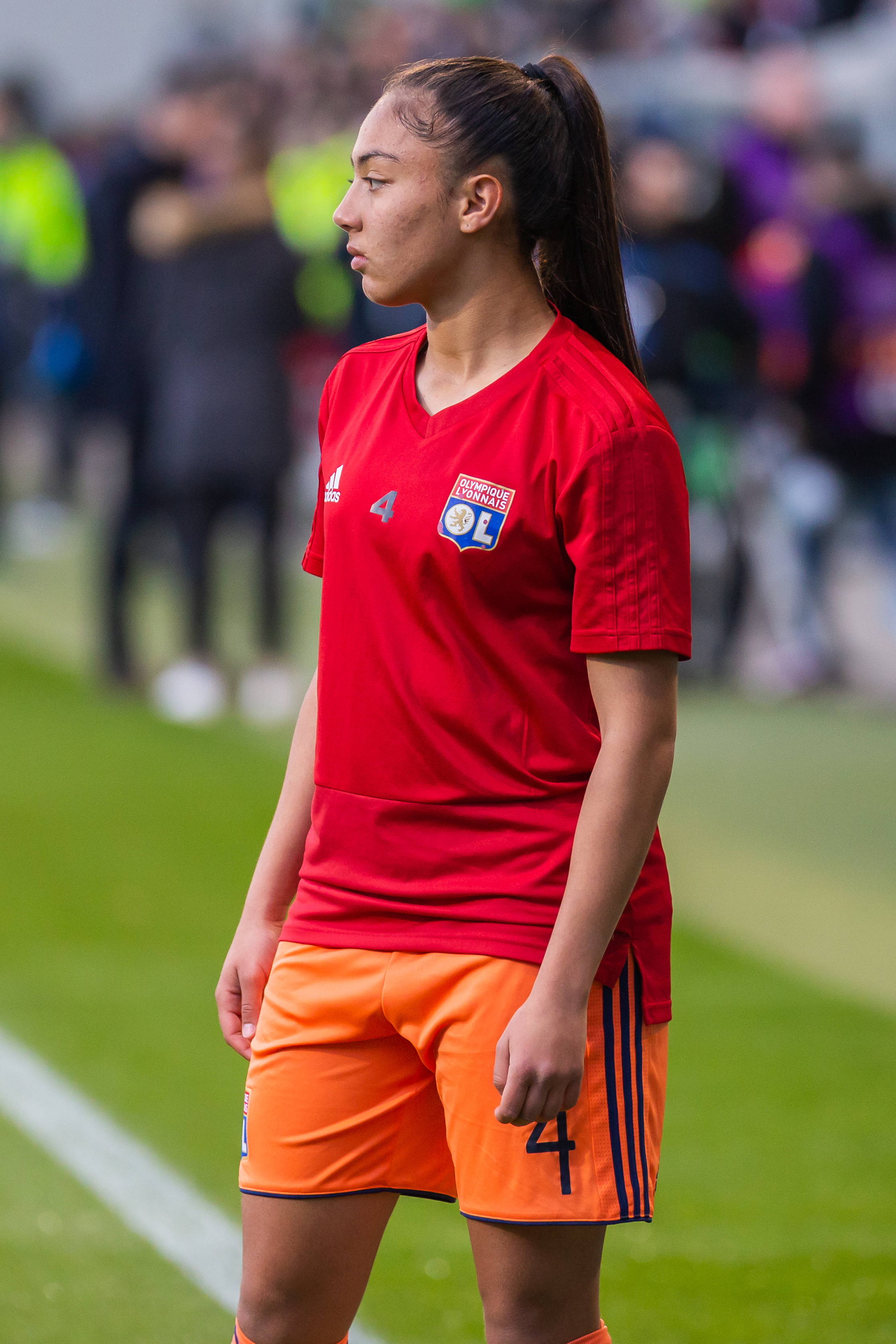
Selma Bacha (2019)

Selma Lena Bacha (* 9. November 2000 in Lyon) ist eine französische Fußballspielerin, die seit ihrer Kindheit bei Olympique Lyon spielt.

## Vereinskarriere
Selma Bacha begann schon als Kind beim Lyoner Vorortklub FC Gerland mit dem Vereinsfußball. 2009 wechselte die Achtjährige in die Jugendabteilung von Olympique Lyon, wo sie sämtliche Jahrgangsteams durchlief. Bis einschließlich der B-Jugend spielte der schnelle Linksfuß auf einer Position im Angriff. Schon mit 15 kam sie regelmäßig auch bei Pflichtspielen der U-19 zum Einsatz. Sonia Bompastor, seit 2013 Leiterin von Olympiques Nachwuchszentrum und in ihrer aktiven Zeit ebenfalls auf der linken Abwehrseite tätig, charakterisierte die junge Frau mit den Worten: „Sie war den anderen ihres Jahrgangs hinsichtlich ihres Potentials dermaßen weit voraus, dass es keinen Sinn machte, sie nur in den Jugendteams spielen zu lassen“. Und Corine Franco ergänzte: „Sie ist, ich glaube, schon seit ihrer Kindheit, mit sich im Reinen und eine Wortführerin, […] eine Spaßmacherin, ganz und gar nicht zurückhaltend, aber auch lernwillig“.
In der Konsequenz verhalf Reynald Pedros, der Trainer von Lyons erster Frauenelf, Bacha Mitte Oktober 2017 zu ihrem ersten Spiel in der Division 1 Féminine. Gegen die ASJ Soyaux stand die Sechzehnjährige, die zu diesem Zeitpunkt bereits einen Vier-Jahres-Vertrag für das professionelle Team besaß, sogar in der Startformation auf der linken defensiven Außenbahn, an der Seite von Nationalspielerinnen wie Lucy Bronze, Kadeisha Buchanan und Wendie Renard. Im weiteren Verlauf dieser Saison kam sie noch zu zehn weiteren Auftritten in Frankreichs erster Liga, und im Jahr darauf bestritt sie sogar zwei Drittel aller Punktspiele des französischen Serienmeisters. Pedros setzte die nur 1,61 m große Spielerin zudem auch im Landes- und Europapokal ein, und das zudem nicht nur in den frühen Runden der beiden Wettbewerbe, sondern jeweils auch in den Endspielen. So zierten Selma Bachas Palmarès bereits nach ihren ersten beiden Spielzeiten im Erwachsenenbereich je zwei nationale und internationale Meistertitel sowie ein Sieg im Landespokal.
Somit gehörte sie schon am Ende ihrer ersten Saison zur Auswahl für die Auszeichnung als Beste französische Nachwuchsspielerin 2018. Im Europapokalfinale 2020 stand sie in der Nachspielzeit schon zur Einwechslung an der Seitenlinie bereit; allerdings verhinderte der Schlusspfiff, dass Selma Bacha mit erst 19 Jahren in ihrem dritten Endspiel nacheinander noch zum Einsatz kam.
Im Sommer 2020 verpflichtete Lyon mit Sakina Karchaoui allerdings eine französische Nationalspielerin, die bei Trainer Jean-Luc Vasseur exakt auf der Position „gesetzt“ war, die auch Bacha bekleidet. An den ersten fünf Spieltagen der Saison 2020/21 kam sie deshalb nur zu einem einzigen, 30-minütigen Einsatz, bei dem sie unmittelbar vor dem Schlusspfiff nach einem heftigen Foul auch noch vom Platz gestellt wurde. Seit dem Jahresende 2020 stand sie in der Liga aber wiederholt in Lyons Startelf und bekam auch in fünf von sechs Champions-League-Spielen Spielzeit, erst recht, seit Sonia Bompastor Vasseur als Chefcoach ablöste.

### Stationen
- FC Gerland (2008/09)
- Olympique Lyon (seit 2009)

## In der Nationalmannschaft
Auch bei den französischen Jahrgangsauswahlteams im Jugendbereich war Selma Bacha Stammspielerin. In der B-Jugend (U-16/U-17) bestritt sie unter Trainerin Sandrine Soubeyrand insgesamt 22 Matches, in denen sie, noch als Stürmerin aufgestellt, sieben Treffer erzielte und unter anderem an der Europameisterschaft 2017 teilnahm. In der A-Jugend brachte sie es – dann von Trainer Gilles Eyquem, wie im Verein, auf der Außenbahn verwendet – auf 13 Länderspiele. Darunter fielen auch zwei Einsätze während der U-19-Europameisterschaft 2019, bei der Bacha zusammen mit ihren Mitspielerinnen den Titel gewann.
In der gleichfalls von Gilles Eyquem betreuten Juniorinnenauswahl (les Bleuettes) trug sie bisher in 14 Partien den blauen Dress. Bei der U-20-Weltmeisterschaft 2018 in der Bretagne, die für die Französinnen allerdings mit einem enttäuschenden vierten Platz endete, stand sie in sämtlichen sechs Begegnungen in der Startelf. (Stand: 25. Juli 2019) Sie wäre auch bei der WM 2020 noch für diese Mannschaft spielberechtigt gewesen und gehörte im Herbst 2019 zum Kreis der Teilnehmerinnen eines ersten Vorbereitungslehrgangs. Das Endrundenturnier wurde dann pandemiebedingt allerdings auf 2022 verschoben.
Eine Berufung in die A-Nationalfrauschaft Frankreichs durch deren Cheftrainerin Corinne Diacre erfolgte bis zum Herbst 2021 nicht. Dort waren auf Bachas Position Sakina Karchaoui oder Amel Majri sowie, als diese aus gesundheitlichen Gründen fehlten, dahinter Ève Périsset sowie Perle Morroni gesetzt. Als jedoch im November 2021 Karchaoui erneut absagen musste, nominierte Diacre Selma Bacha, die wenige Tage zuvor gerade zur Ligaspielerin des Monats gewählt worden war, zum ersten Mal nach, wobei die Abwehrspielerin auch sofort zu ihrem Debüt kam – und das über volle 90 Minuten. Vier Tage später schoss sie, diesmal erst spät eingewechselt, ihr erstes Tor. Ihr dritter und vierter Einsatz im blauen Dress erfolgten beim Tournoi de France 2022. Sie zählte zum Aufgebot für die Europameisterschaft 2022. An der Weltmeisterschaft 2023 erreichte sie mit dem französischen Team das Viertelfinale. Bacha kam in insgesamt vier Spielen zum Einsatz, lediglich beim Auftaktmatch fehlte sie verletzungsbedingt. Mittlerweile hat sie zehn Einsätze und einen Treffer zu Buche stehen. (Stand: 23. Juli 2022)

## Sportliche Auszeichnungen
- U-19-Europameisterin 2019
- Französische Meisterin: 2018, 2019, 2020, 2022, 2023
- Französische Pokalsiegerin: 2019, 2020, 2023
- Europapokalgewinnerin: 2018, 2019, 2020 (ohne Einsatz), 2022